# Је ли јасно, пријатељу?
Је ли јасно, пријатељу? је хрватски филм снимљен 2000. године. Режирао га је Дејан Аћимовић који је уједно и писао сценарио.

## Кратак садржај
Једне ноћи, непредвиђеним следом догађаја, Мартин почини злочин те бива осуђен на дугогодишњи затвор. Затвореници, починиоци свих злочина, мали и велики лопови, ментални болесници, убице и силоватељи, политички затвореници и албански сепаратисти, смештени су заједно у овој установи. Чињеница да су се нашли овде избрисала је све разлике међуњима. Ово је посебан свет. Изван ових зидова постојање ових људи је непознато, а радња се одвија у затвору Стара Градишка бивше Југославије 80`тих година. Филм је базиран на истинитим догађајима.

## Награде
Пула 2000' - Златна арена за епизодну мушку улогу (Дејан Аћимовић); Златна арена за сценографију